# Міжнародний день китайської мови
Міжнародний день китайської мови або День китайської мови в ООН (кит.: 聯合國中文日)  (англ. UN Chinese Language Day) — свято, що відзначається 20 квітня.
Свято «День китайської мови в ООН» було засновано ООН в 2010 році для святкування багатомовності та культурного різноманіття, а також для сприяння рівноправному використанню всіх шести офіційних мов ООН.. 
Встановлений ООН на честь Цан Цзє — основоположника китайської писемності (майже 5000 років тому).
Вперше день китайської мови відзначався у 2010 році 12 листопада, але, починаючи з наступного, 2011 року, відзначається щорічно вже 20 квітня.